# Silya Ziani
Pour les articles homonymes, voir Ziani.
Silya Ziani (en tamazight : Silya Zyani, en arabe :  سيليا الزياني), née Salima Ziani au Maroc à Al Hoceïma est une chanteuse-compositrice, militante politique et activiste marocaine rifaine.

## Biographie

### Enfance et formation
Salima Ziani naît et grandit à Al Hoceïma, dans le quartier Afzar. Elle déménage ensuite à Imzouren, d'où sa tribu tire ses racines. Elle est la plus jeune d'une fratrie composée de six frères et sœurs : quatre sœurs et deux frères. Elle s'est inscrite à l' Université Mohammed-Ier de Oujda, avec une spécialisation en études amazighes.
Les études de Silya ont été soutenues par un grand effort de sa famille, qui a payé ses études malgré les difficultés à la maison.
La chanteuse a choisi pour prénom d'usage le prénom Silya, puisé dans la tradition amazighe, et déclare préférer qu'on l'appelle ainsi « parce que c'est un prénom berbère ».

### Vie de famille
En mai 2018, elle annonce ses fiançailles avec Berrajal Fafi, un animateur et comédien rifain originaire de Nador,.

## Musique
Silya chante en berbère rifain et fait de la  musique amazighe,,. Elle est spécialisée dans l'izran, une forme traditionnelle de poésie populaire le Rif. Elle chante des mélopées, compose sa musique et écrit les paroles.

## Prises de position

### Mouvement populaire du Rif
Silya a participé activement au mouvement populaire du Rif,,. Elle prenait souvent la parole le microphone ou le mégaphone à la main, et scandait souvent le slogan : « Le Rif entier croit dans la liberté, l’humanité et la justice sociale ». Silya acceptait de répondre aux médias mais toujours après la fin des manifestations sur place.

### Raisons de son engagement
Son père avance « Elle sait ce que c'est d'étudier dehors et c'est pourquoi elle est sortie dans la rue » et ajoute « C'est la petite. Elle a souffert parce qu'elle n'avait pas assez d'argent pour payer les livres et le matériel, alors elle sait ce que c'est que d'étudier dehors et de sortir dans la rue ».
Silya est citée dans un article d'al-Aoual disant : « J'essaye, malgré les difficultés de cette société patriarcale, de m'installer constamment, ainsi que ma présence dans le hirak, pour que la femme rifaine soit présente ».
Elle déclare avant son arrestation  « Je suis descendue spontanément dans la rue. J’ai voulu démontrer que les femmes sont présentes sur la place publique. Car, nous vivons dans une société patriarcale, alors que les Rifaines sont connues pour leur engagement ».
Silya avance « Il y a beaucoup de zefzafis, même s'ils sont arrêtés. Selon Silya, le mouvement social exprime les maux dont souffre le Rif mais aussi l'ensemble du Maroc.
Silya s'est plainte du grand nombre de policiers se trouvant à Al Hoceïma, avançant que c'est comme s'il s'agissait d'un « lieu colonisé ». « C'est une zone militarisée à cent pour cent, et ce n'est pas seulement militaire, ce sont des forces de répression. Ils nous étouffent »,.
Après l'arrestation de Silya, son père a avancé fièrement « Elle s'est battue pour les droits des Rifains » avant d'ajouter « Elle est en prison pour avoir demandé une université, un hôpital, des routes et des infrastructures pour notre région. Elle croit que si elle était dans un pays démocratique, elle aurait été récompensée pour avoir défendu les droits humains ».

### Arrestation
Deux jours avant son arrestation elle déclarait « Je n'ai pas peur, je vais continuer à me battre ».
La nuit du 5 juin 2017, elle est arrêtée à 23 ans à Al Hoceïma par les autorités marocaines après une manifestation alors qu'elle quittait la ville dans un taxi collectif, avec d'autres militants, pour accompagner les parents de Zefzafi au procès de leur fils à Casablanca,. Elle est incarcérée dans la prison Oukacha de Casablanca.
Silya fut la première femme arrêtée lors du hirak du Rif.

#### Motifs de l'arrestation
Elle est poursuivie pour « participation à une manifestation non autorisée » et « outrage à agents publics lors de son arrestation ».
Le régime marocain n'aurait pas apprécié le fait que Silya ait scandé lors rassemblements d’Al Hoceïma le slogan : « Jalalat echaâb ! » (« Sa Majesté le Peuple ! »), propos jugé attentatoire à la « sacralité » de la monarchie.
L'un de ses avocats a expliqué aux médias que les autorités recherchaient  « si elle a reçu de l'argent de l'étranger parce qu'ils veulent l'accuser d'être financée par une puissance étrangère ennemie de l'État marocain ».

#### Appels à la libération
Son sort a suscité l'émotion au-delà des frontières du Maroc et des appels à la libération ont fusé en Tunisie, en Algérie et en Europe. Des voix d’acteurs de la société civile et d’autres personnalités, dont le chanteur Marcel Khalifé, se sont levées pour demander sa libération.
Des centaines de femmes ont défilé dans les rues de Casablanca pour exiger que soient relâchés la chanteuse et tous les détenus politiques du Rif.
Le ministre des Droits de l’Homme, Mustapha Ramid, jusqu'alors muet sur la répression, a émis le souhait que Silya Ziani soit poursuivie en état de liberté lors d’une conférence sur le hirak tenue le 7 juillet. Une demande de liberté provisoire avait été déposée le 13 juillet auprès du juge d’instruction.
Rachid Raha, président du Congrès Mondial Amazigh, a déclaré « C'est une honte d'emprisonner une chanteuse pour le seul motif de revendiquer ce que la plupart de ses compatriotes demandent, mais ils n'ont pas la voix ». Il avance admirer Silya pour son « implication » et ses parents parce qu'ils « la soutiennent fermement dans la lutte pour ces droits ».

#### Conditions de son arrestation
Son père Mohand Ziani a déclaré qu'elle a été enlevée par des hommes en civil qui, sans se présenter, l'auraient poussée dans une voiture banalisée en l’insultant. Un commissaire de police prénommé Issam, mis en cause par de nombreux manifestants qui l’accusent de violences, de traitements inhumains et dégradants, aurait produit sur elle une séance de tortures psychologiques l'aurait notamment menacée de viol, et répété que son père, atteint d’une affection cardiaque, plusieurs fois opéré, succombera lorsqu’il apprendra son arrestation. Son avocat a notamment accusé le commissaire de l'avoir « malmenée ».
Silya n'aurait notamment pas autorisée à rompre le jeûne alors que son arrestation eut lieu en plein ramadan.
Sa famille et l'un des avocats affirment que Silya a subi des « mauvais traitements » au poste de police d'Al Hoceïma. Selon son père, elle aurait été « maltraitée ». On aurait aussi mal répondu à sa sœur lorsqu'elle est allée la chercher : « Va la chercher ailleurs, voir avec qui elle couche ou passe la nuit, et ce qu'elle fait » informe son père.

### Incarcération

#### État de santé
Lors de son incarcération, elle aurait souffert de dépression,,,,, ne supportant plus l'incarcération et l'isolement, jusqu'à atteindre un état de santé alarmant. Elle a été transférée de l’établissement pénitentiaire à l’hôpital à plusieurs reprises pour des soins que nécessitait sa dépression nerveuse. Sous anti-dépresseurs, elle ne supportait plus le moindre contact physique, pas même avec son père.
Son avocat a déclaré « C’est une chanteuse jeune, frêle, elle n’a pas la corpulence pour résister. C’est une jeune femme fragile et qui ne comprend pas ce qui lui est arrivée », tout accusant le ’saire en poste à Al Hoceima de l’avoir malmenée.
La militante des droits de l'Homme Khadija Ryadi avance « C’est une artiste. Elle n’était pas du tout préparée à subir un traitement d’une telle violence. Elle ne comprend pas ce qui lui arrive. C’est pour elle un traumatisme profond ».

#### Cri d'appel
Depuis sa prison, Sylia a lancé un appel où elle réitère la légitimité des revendications socio-économiques, culturelles et de justice sociale. « Nous ne demandons que l’octroi de nos droits. Nous avons peur pour notre patrie beaucoup plus que d’autres. Et je pense au Rif, comme je le clamais lors des manifestations. Le Rif est dans mon sang », a-t-elle ajouté selon Hespress qui n'a pas manqué non plus de faire référence aux nombreux appels de différentes associations des droits de l’Homme et de la société civile réclamant la libération de tous les détenus du Hirak du Rif, dont Silya Ziani et Nasser Zefzafi.

### Libération
Le 23 juillet 2017 - 18e anniversaire de l'ascension du roi Mohammed VI au trône -, sous la pression des internautes et de la mouvance populaire, le monarque marocain annonce accorder la grâce royale de Salima Ziani. Elle est libérée le 29 juillet 2017.
Les jours suivant son arrestation, elle multiplie les rencontres de courtoisie avec les personnalités qui ont soutenu sa cause.

#### Rechute
Après être rentrée chez elle le soir du 31 juillet à la suite de sa grâce royale, elle aurait été victime d'un malaise puis transportée à l'hôpital.

## Divers
Le prénom berbère Silya a été interdit à plusieurs reprises par les services d'état civil, notamment en 2017, interdiction qui serait selon plusieurs sources due au fait que ce prénom fasse référence à la chanteuse Silya Ziani,. En 2020, un autre cas d'interdiction du prénom Silya est recensé.